# たばこの添加物の一覧
本項は、アメリカ合衆国保健福祉省に1994年4月に提出された、たばこへの599種類の添加物の一覧である。文書によれば、これは、列挙されたアメリカ合衆国内の製造業者がアメリカ合衆国内での流通を意図して製造したたばこにのみ適用される。情報元となった5つの主要なたばこ会社は、以下のとおりである。
- アメリカン・タバコ・カンパニー
- ブラウン・アンド・ウィリアムソン
- リジェット・ グループ（英語版）
- フィリップ・モリス
- R.J.レイノルズ・タバコ・カンパニー

重要なことの1つは、これら全ての化合物が食品添加物として認可されていても、燃焼の試験は行われていないということである。燃焼は化合物の性質を変える。たばこを燃焼させることで4000種類以上の化合物が作られ、そのうち69種類は発癌性を持つ。

## A
- アセトアニソール
- 酢酸
- アセトイン
- アセトフェノン
- 6-アセトキシジヒドロテアスピラン
- 2-アセチル-3-エチルピラジン
- 2-アセチル-5-メチルフラン
- アセチルピラジン
- 2-アセチルピリジン
- 3-アセチルピリジン
- 2-アセチルチアゾール
- アコニット酸
- dl-アラニン
- アルファルファ抽出物
- オールスパイス抽出物、含精油樹脂、精油
- カプロン酸アリル
- アリルイオノン
- アーモンドビターオイル
- 龍涎香
- アンモニア
- 炭酸水素アンモニウム
- 水酸化アンモニウム
- リン酸二アンモニウム
- 硫化アンモニウム
- ペンチルアルコール
- 酪酸アミル
- ギ酸アミル
- オクタン酸アミル
- α-アミルシンナムアルデヒド
- アミリス精油
- trans-アネトール
- シシウド根抽出物、精油、種子精油
- アニス
- トウシキミ抽出物、精油
- 酢酸アニシル
- アニシルアルコール
- ギ酸アニシル
- フェニル酢酸アニシル
- リンゴ濃縮果汁、抽出物、表皮
- アンズ抽出物、濃縮果汁
- L-アルギニン
- アサフェティダ液体抽出物、精油
- アスコルビン酸
- L-アスパラギン一水和物
- L-アスパラギン酸

## B
- ペルーバルサム、精油
- バジル精油
- ローリエ、精油、甘精油
- 白蜜ロウ
- テーブルビート濃縮果汁
- ベンズアルデヒド
- ベンズアルデヒドグリセリルアセタール
- 安息香酸、ベンゾイン
- 安息香
- ベンゾフェノン
- ベンジルアルコール
- 安息香酸ベンジル
- 酪酸ベンジル
- ケイ皮酸ベンジル
- プロピオン酸ベンジル
- サリチル酸ベンジル
- ベルガモット精油
- ビサボレン
- クロスグリ蕾蒸留物
- ボルネオール
- 酢酸ボルニル
- アガトスマ葉精油
- 1,3-ブタンジオール
- 2,3-ブタンジオン
- 1-ブタノール
- 2-ブタノン
- 4(2-ブテニリデン)-3,5,5-トリメチル-2-シクロヘキセン-1-オン
- バター、バターエステル、バター精油
- 酢酸ブチル
- 酪酸ブチル
- ブチリル乳酸ブチル
- イソ吉草酸ブチル
- フェニル酢酸ブチル
- ウンデシレン酸ブチル
- 3-ブチリデンフタリド
- 酪酸

## C
- カジネン
- カフェイン
- 炭酸カルシウム
- カンフェン
- イランイラン精油
- トウガラシ含精油樹脂
- カラメル色素
- キャラウェイ精油
- 二酸化炭素
- カルダモン含精油樹脂、抽出物、種子精油、粉末
- キャロブ、抽出物
- β-カロテン
- ニンジン精油
- カルバクロール
- 4-カルボメンテノール
- L-カルボン
- β-カリオフィレン
- β-カリオフィレンオキシド
- カスカリラノキ精油、樹皮抽出物
- キンゴウカン樹皮精油
- キンゴウカン蒸留物、精油
- 海狸香抽出物、蒸留物
- ニオイヒバ葉精油
- シダーオイル、テルペン
- セドロール
- セロリ種子精油、固体、精油、含精油樹脂
- セルロース繊維
- カモミール花精油、抽出物
- チコリー抽出物
- チョコレート
- シンナムアルデヒド
- ケイ皮酸
- シナモン葉精油、樹皮精油、抽出物
- 酢酸シンナミル
- シンナミルアルコール
- ケイ皮酸シンナミル
- イソ吉草酸シンナミル
- プロピオン酸シンナミル
- シトラール
- クエン酸
- レモングラス精油
- dl-シトロネロール
- 酪酸シトロネリル
- イソ吉草酸シトロネリル
- ジャコウネコ蒸留物
- クラリセージ精油
- クローバー固体抽出物
- ココア
- ココア殻、抽出物、蒸留物、粉末
- ヤシ油
- コーヒー
- コニャック精油
- コパイバ精油
- コリアンダー抽出物、精油
- コーン油
- トウモロコシひげ
- コスタス根精油
- クベバ精油
- クミンアルデヒド
- p-シメン
- L-システイン

## D
- タンポポ根固体抽出物
- ダバナ精油
- 2-trans,4-trans-デカジエナール
- δ-デカラクトン
- γ-デカラクトン
- デカナール
- デカノン酸
- 1-デカノール
- 2-デセナール
- デヒドロメントフロラクトン
- マロン酸ジエチル
- セバシン酸ジエチル
- 2,3-ジエチルピラジン
- ジヒドロアネトール
- 5,7-ジヒドロ-2-メチルチエノ(3,4-D)ピリミジン
- イノンド種子精油、抽出物
- m-ジメトキシベンゼン
- p-ジメトキシベンゼン
- 2,6-ジメトキシフェノール
- ジメチルコハク酸
- 3,4-ジメチル-1,2-シクロペンタンジオン
- 3,5-ジメチル-1,2-シクロペンタンジオン
- 3,7-ジメチル-1,3,6-オクタトリエン
- 4,5-ジメチル-3-ヒドロキシ-2,5-ジヒドロフラン-2-オン
- 6,10-ジメチル-5,9-ウンデカジエン-2-オン
- 3,7-ジメチル-6-オクテン酸
- 2,4-ジメチルアセトフェノン
- α,p-ジメチルベンジルアルコール
- α,α-ジメチルフェネチル酢酸
- α,α-ジメチルフェネチル酪酸
- 2,3-ジメチルピラジン
- 2,5-ジメチルピラジン
- 2,6-ジメチルピラジン
- ジメチルテトラヒドロベンゾフラノン
- δ-ドデカラクトン
- γ-ドデカラクトン

## E
- p-エトキシベンズアルデヒド
- 10-ウンデセン酸エチル
- 2-メチル酪酸エチル
- 酢酸エチル
- アセト酢酸エチル
- エチルアルコール
- 安息香酸エチル
- 酪酸エチル
- ケイ皮酸エチル
- デカン酸エチル
- エチルフェンコール
- フランカルボン酸エチル
- ヘプタン酸エチル
- ヘキサン酸エチル
- イソ吉草酸エチル
- 乳酸エチル
- ラウリン酸エチル
- レブリン酸エチル
- エチルマルトール
- メチルフェニルグリシド酸エチル
- ミリスチン酸エチル
- ノナン酸エチル
- オクタデカン酸エチル
- オクタノナン酸エチル
- オレイン酸エチル
- パルミチン酸エチル
- フェニル酢酸エチル
- プロピオン酸エチル
- サリチル酸エチル
- trans-2-ブテン酸エチル
- 吉草酸エチル
- エチルバニリン
- 2-エチル-(3,5,6)-メトキシピラジン
- 2-エチル-1-ヘキサノール,3-エチル-2-ヒドロキシ-2-シクロペンタン-1-オン
- 2-エチル-(3,5,6)-ジメチルピラジン
- 5-エチル-3-ヒドロキシ-4-メチル-2(5H)-フラノン
- 2-エチル-3-メチルピラジン
- 3-エチルピリジン
- 4-エチルベンズアルデヒド
- 4-エチルグアイアコール
- 4-エチルフェノール
- シネオール

## F
- ファルネソール
- D-フェンコン
- フェンネル甘油
- フェヌグリーク抽出物、樹脂、蒸留物
- イチジク濃縮果汁
- 修飾デンプン
- フルフリルメルカプタン
- 4-(2-フリル)-3-ブテン-2-オン

## G
- ガルバヌム
- レダマ蒸留物
- リンドウ根抽出物
- ゲラニオール
- ゼラニウム精油
- 酢酸ゲラニル
- 酪酸ゲラニル
- ギ酸ゲラニル
- イソ吉草酸ゲラニル
- フェニル酢酸ゲラニル
- ショウガ精油及び含精油樹脂
- L-グルタミン酸
- L-グルタミン
- グリセロール
- グリチルリチン
- ブドウ濃縮果汁
- ユソウボク精油
- グアイアコール
- グアーガム

## H
- 2,4-ヘプタジエナール
- γ-ヘプタルアセトン
- ヘプタン酸
- 2-ヘプタノン
- 3-ヘプテン-2-オン
- 2-ヘプテン-4-オン
- 4-ヘプテナール
- trans-2-ヘプテナール
- 酢酸ヘプチル
- ω-6-ヘキサデセンラクトン
- γ-ヘキサラクトン
- ヘキサナール
- ヘキサン酸
- 2-ヘキセン-1-オール
- 3-ヘキセン-1-オール
- cis-3-ヘキセン-1-イル酢酸
- 2-ヘキサナール
- 3-ヘキセン酸
- trans-2-ヘキセン酸
- cis-3-ヘキセニルギ酸
- 2-メチル酪酸ヘキシル
- 酢酸ヘキシル
- ヘキシルアルコール
- フェニル酢酸ヘキシル
- L-ヒスチジン

## I
- イモーテル蒸留物、抽出物
- α-イオノン
- β-イオノン
- α-イロン
- 酢酸イソアミル
- 安息香酸イソアミル
- 酪酸イソアミル
- ケイ皮酸イソアミル
- ギ酸イソアミル
- ヘキサン酸イソアミル
- イソ吉草酸イソアミル
- オクタン酸イソアミル
- フェニル酢酸イソアミル
- 酢酸イソボルニル
- 酢酸イソブチル
- イソブチルアルコール
- ケイ皮酸イソブチル
- フェニル酢酸イソブチル
- サリチル酸イソブチル
- 2-イソブチル-3-メトキシピラジン
- α-イソブチルフェネチルアルコール
- イソブチルアルデヒド
- イソ酪酸
- d,l-イソロイシン
- α-イソメチルイオノン
- イソ吉草酸

## J
- ジャスミン蒸留物、精油

## K
- コーラナッツ抽出物

## L
- ラブダナム
- 乳酸
- ラウリン酸
- ラウリンアルデヒド
- ラバンジン精油
- ラベンダー精油
- レモン精油、抽出物
- レモングラス精油
- L-ロイシン
- レブリン酸
- リコリス根、抽出物、粉末
- ライム精油
- リナロール
- 酸化リナロール
- 酢酸リナリル
- シナノキ花
- ラベージ精油、抽出物
- L-リシン

## M
- ナツメグ粉末、抽出物、精油
- 炭化マグネシウム
- リンゴ酸
- 麦芽、麦芽抽出物
- マルトデキストリン
- マルトール
- イソ酪酸マルチル
- マンダリン精油
- メープルシロップ
- イェルバ・マテ葉、蒸留物、精油
- p-メンタ-8-チオール-3-オン
- メントール
- メントン
- 酢酸メンチル
- dl-メチオニン
- メトプレン
- 2-メトキシ-4-メチルフェノール
- 2-メトキシ-4-ビニルフェノール
- p-メトキシベンズアルデヒド
- 1-(p-メトキシフェニル)-1-ペンテン-3-オン
- 4-(p-メトキシフェニル)-2-ブタノン
- 1-(p-メトキシフェニル)-2-プロパノン
- メトキシピラジン
- 2-フロ酸メチル
- 2-オクチン酸メチル
- アニス酸メチル
- アントラニル酸メチル
- 安息香酸メチル
- ケイ皮酸メチル
- ジヒドロジャスモン酸メチル
- ロジンメチルエステル（部分水素化）
- イソ吉草酸メチル
- リノール酸メチル(48%)・リノレン酸メチル(52%)混合物
- メチルナフチルケトン
- ニコチン酸メチル
- フェニル酢酸メチル
- サリチル酸メチル
- 硫化メチル
- 3-メチル-1-シクロペンタデカノン
- 4-メチル-1-フェニル-2-ペンタノン
- 5-メチル-2-フェニル-2-ヘキセナール
- 5-メチル-2-チオフェネカルボキシアルデヒド
- 6-メチル-3,5-ヘプタジエン-2-オン
- 2-メチル-3-(p-イソプロピルフェニル)プロピオンアルデヒド
- 5-メチル-3-ヘキセン-2-オン
- 1-メチル-3-メトキシ-4-イソプロピルベンゼン
- 4-メチル-3-ペンテン-2-オン
- 2-メチル-4-フェニルブチルアルデヒド
- 6-メチル-5-ヘプテン-2-オン
- 4-メチル-5-チアゾールエタノール
- 4-メチル-5-ビニルチアゾール
- メチル-α-イオノン
- メチル-trans-2-ブテン酸
- 4-メチルアセトフェノン
- p-メチルアニソール
- α-酢酸メチルベンジル
- α-メチルベンジルアルコール
- 2-メチルブチルアルデヒド
- 3-メチルブチルアルデヒド
- 2-メチル酪酸
- α-メチルシンナムアルデヒド
- メチルシクロペンテノロン
- 2-メチルヘプタン酸
- 2-メチルヘキサン酸
- 3-メチルペンタン酸
- 4-メチルペンタン酸
- 2-メチルピラジン
- 5-メチルキノキサリン
- 2-メチルテトラヒドロフラン-3-オン
- （メチルチオ）メチルピラジン（異性体混合物）
- 3-メチルチオプロピオンアルデヒド
- メチル3-メチルチオプロピオン酸
- 2-メチル吉草酸
- オジギソウ蒸留物、抽出物
- 糖蜜抽出物
- アメリカヤマモミジ固体抽出物
- モウズイカ花
- テトラデカナール
- ミリスチン酸
- 没薬

## N
- β-ナフチルエチルエーテル
- ネロール
- ネロリ精油
- ネロリドール
- ノナ-2-trans,6-cis-ジエナール
- 2,6-ノナジエン-1-オール
- γ-ノナラクトン
- ノナナール
- ノナノン酸
- ノナノン
- trans-2-ノネン-1-オール
- 2-ノネナール
- 酢酸ノニル
- ナツメグ粉末、精油
- ニコチン

## O
- オークチップ抽出物、精油
- ツノマタゴケ蒸留物
- 9,12-オクタデカジエン酸(48%)・9,12,15-オクタデカトリエン酸(52%)
- δ-オクタラクトン
- γ-オクタラクトン
- オクタナール
- オクタン酸
- 1-オクタノール
- 2-オクタノン
- 3-オクタン-2-オン
- 1-オクテン-3-オール
- 酢酸1-オクテン-3-イル
- 2-オクテナール
- イソ酪酸オクチル
- オレイン酸
- 乳香
- オポパナクス精油、ゴム
- オレンジ蒸留物、葉蒸留物
- オレンジ精油、抽出物
- オリガヌム精油
- ニオイイリス濃縮精油、根抽出物

## P
- パルマローザ精油
- パルミチン酸
- パセリ種子油
- パチョリ油
- ω-ペンタデカラクトン
- 2,3-ペンタンジオン
- 2-ペンタノン
- 4-ペンテン酸
- 2-ペンチルピリジン
- コショウ精油（黒白）
- ペパーミント精油
- ペルーバルサム精油
- プチグレン精油
- α-フェランドレン
- 酢酸2-フェネンチル
- フェネチルアルコール
- 酪酸フェネチル
- ケイ皮酸フェネチル
- イソ酪酸フェネチル
- イソ吉草酸フェネチル
- フェニル酢酸フェネチル
- サリチル酸フェネチル
- 1-フェニル-1-プロパノール
- 3-フェニル-1-プロパノール
- 2-フェニル-2-ブテナール
- 4-フェニル-3-ブテン-2-オール
- 4-フェニル-3-ブテン-2-オン
- フェニルラクトアルデヒド
- フェニル酢酸
- L-フェニルアラニン
- 3-フェニルプロピオンアルデヒド
- 3-フェニルプロピオン酸
- 酢酸3-フェニルプロピル
- ケイ皮酸3-フェニルプロピル
- 2-(3-フェニルプロピル)テトラヒドロフラン
- リン酸
- ピメンタ葉精油
- 松葉油、松根油
- パイナップル濃縮果汁
- α-ピネン、β-ピネン
- D-ピペラトン
- ピペロナール
- ウメガサソウ葉抽出物
- スモモ果汁
- ソルビン酸カリウム
- L-プロリン
- プロペニルグアエトール
- プロピオン酸
- 酢酸プロピル
- p-ヒドロキシ安息香酸プロピル
- プロピレングリコール
- 3-プロピリデンフタリド
- プルーン濃縮果汁
- ピリジン
- 木酢液、抽出物
- ピロール
- ピルビン酸

## R
- レーズン濃縮果汁
- ロジノール
- バラ蒸留物、精油
- ローズマリー精油
- ラム酒
- ラムエーテル
- ライムギ抽出物

## S
- セージ、精油、含精油樹脂
- サリチルアルデヒド
- 香木精油
- スクラレオリド
- スカトール
- 燻製フレーバー
- ワイルドジンジャー精油
- 酢酸ナトリウム
- 安息香酸ナトリウム
- 炭酸水素ナトリウム
- 炭酸ナトリウム
- 塩化ナトリウム
- クエン酸ナトリウム
- 水酸化ナトリウム
- ソラノン
- スペアミント精油
- エゴノキ抽出物、ガム、精油
- オクタアセチルスクロース
- 糖アルコール
- 糖

## T
- マリーゴールド精油
- タンニン酸
- 酒石酸
- 茶葉、蒸留物
- α-テルピネオール
- テルピノレン
- 酢酸テレピニル
- 5,6,7,8-テトラヒドロキノキサリン
- 1,5,5,9-テトラメチル-13-オクタリシクロ(8.3.0.0(4,9))トリデカン
- 2,3,4,5及び3,4,5,6-テトラメチルエチル-シクロヘキサノン
- 2,3,5,6-テトラメチルピラジン
- チアミン塩酸塩
- チアゾール
- L-トレオニン
- タイム精油
- チモール
- タバコ抽出物
- トコフェロール（混合物）
- トルーバルサムガム、抽出物
- トルーアルデヒド
- 3-メチル酪酸p-トリル
- p-トリルアセトアルデヒド
- 酢酸p-トリル
- イソ酪酸p-トリル
- フェニル酢酸p-トリル
- トリアセチン
- 2-トリデカノン
- 2-トリデセナール
- クエン酸トリエチル
- 3,5,5-トリメチル-1-ヘキサノール
- p,α,p-トリメチルベンジルアルコール
- 4-(2,6,6-トリメチルシクロヘキサ-1-エニル)ブタ-2-エン-4-オン
- 2,6,6-トリメチルシクロヘキサ-2-エン-1,4-ジオン
- 2,6,6-トリメチルシクロヘキサ-1,3-ジエニルメタン
- 4-(2,6,6-トリメチルシクロヘキサ-1,3-ジエニル)ブタ-2-エン-4-オン
- 2,2,6-トリメチルシクロヘキサノン
- 2,3,5-トリメチルピラジン
- L-チロシン

## U
- δ-ウンデカラクトン
- γ-ウンデカラクトン
- ウンデカナール
- 2-ウンデカノン
- 10-ウンデセナール
- 尿素

## V
- バレンセン
- バレルアルデヒド
- セイヨウカノコソウ根抽出物、精油、粉末
- 吉草酸
- γ-バレロラクトン
- バリン
- バニラ抽出物、含精油樹脂
- バニリン
- ベラトルムアルデヒド
- ベチバー精油
- 酢
- スミレ葉蒸留物

## W
- クルミ殻抽出物
- 水
- コムギ抽出物、小麦粉
- サクランボ抽出物
- ワイン

## X
- キサンタンガム
- 3,4-キシレノール

## Y
- 酵母